# East Challow
Pour l’article homonyme, voir West Challow.
East Challow est une paroisse civile et un village de l'Oxfordshire, en Angleterre.